# Lesiak (Rumian)
Lesiak – część wsi Rumian w Polsce, położona w województwie warmińsko-mazurskim, w powiecie działdowskim, w gminie Rybno.
W latach 1975–1998 Lesiak należał administracyjnie do województwa ciechanowskiego.
Lesiak położony jest na północnym skraju Welskiego Parku Krajobrazowego, w nad jeziorem Lesiak. W dawnym domu młynarza znajduje się gospodarstwo agroturystyczne. Znajdują się tutaj stawy rybne (hodowla karpia).

## Historia
W 1885 r. we osadzie mieszkało 13 osób.

## Zabytki
- Drewniany młyn wodny z 1800 r. oraz kamienno-betonowy jaz piętrzący
- Kolekcja dawnych maszyn rolniczych (znajduje się przy dawnym domu młynarza0